# العلاقات التشيلية الكيريباتية
العلاقات التشيلية الكيريباتية هي العلاقات الثنائية التي تجمع بين تشيلي وكيريباتي.

## مقارنة بين البلدين
هذه مقارنة عامة ومرجعية للدولتين:
| وجه المقارنة                                              | تشيلي                         | كيريباتي                        |
| --------------------------------------------------------- | ----------------------------- | ------------------------------- |
| المساحة (كم2)                                             | 756.10 ألف                    | 811                             |
| عدد السكان (نسمة)                                         | 17.37 مليون                   | 116.40 ألف                      |
| الكثافة السكانية (ن./كم²)                                 | 22.97                         | 14.35 ألف                       |
| العاصمة                                                   | سانتياغو                      | جنوب تاراوا                     |
| اللغة الرسمية                                             | اللغة الإسبانية               | لغة إنجليزية، اللغة الكيريباتية |
| العملة                                                    | بيزو تشيلي، وحدة حساب تشيلية ‏ | دولار كريباتي، دولار أسترالي    |
| الناتج المحلي الإجمالي (بليون دولار)                      | 277.08 مليار                  | 196.15 مليون                    |
| الناتج المحلي الإجمالي (تعادل القوة الشرائية) بليون دولار | 419.39 مليار                  | 224.26 مليون                    |
| الناتج المحلي الإجمالي الاسمي للفرد دولار أمريكي          | 13.42 ألف                     | 1.42 ألف                        |
| الناتج المحلي الإجمالي للفرد دولار أمريكي                 | 22.07 ألف                     | 1.81 ألف                        |
| مؤشر التنمية البشرية                                      | 0.832                         | 0.590                           |
| رمز المكالمات الدولي                                      | +56                           | +686                            |
| رمز الإنترنت                                              | .cl                           | .ki                             |
| المنطقة الزمنية                                           | 00، 00، 00، 00                |                                 |

## منظمات دولية مشتركة
يشترك البلدان في عضوية مجموعة من المنظمات الدولية، منها:
| علم المنظمة | اسم المنظمة                   | تاريخ انضمام تشيلي | تاريخ انضمام كيريباتي |
| ----------- | ----------------------------- | ------------------ | --------------------- |
|             | منظمة حظر الأسلحة الكيميائية  | ?                  | ?                     |
|             | الأمم المتحدة                 | 24 أكتوبر 1945     | 14 سبتمبر 1999        |
|             | مؤسسة التمويل الدولية         | 15 أبريل 1957      | 2 أكتوبر 1986         |
|             | يونسكو                        | 7 يوليو 1953       | 24 أكتوبر 1989        |
|             | مؤسسة التنمية الدولية         | 30 ديسمبر 1960     | 2 أكتوبر 1986         |
|             | البنك الدولي للإنشاء والتعمير | 31 ديسمبر 1945     | 29 سبتمبر 1986        |
|             | الاتحاد البريدي العالمي       | ?                  | ?                     |
|             | الاتحاد الدولي للاتصالات      | 1908               | 3 نوفمبر 1986         |

## وصلات خارجية
- موقع وزارة الخارجية التشيلية